# Uttaradit
Uttaradit, (thai:  อุตรดิตถ์) är en provins (changwat) i norra Thailand. Provinsen hade år 2000 464 474 invånare på en areal av 7 838,6 km². Provinshuvudstaden är Uttaradit town.

## Administrativ indelning
Provinsen är indelad 9 distrikt (amphoe). Distrikten är i sin tur indelade i 67 subdistrikt (tambon) och 562 byar (muban). 